# Karine Chambonneau
Karine Chambonneau es una deportista francesa que compitió en ciclismo en la modalidad de BMX. Ganó una medalla de plata en el Campeonato Mundial de Ciclismo BMX de 2002 y dos medallas en el Campeonato Europeo de Ciclismo BMX, oro en 2001 y plata en 2000.

## Palmarés internacional
| Campeonato Mundial | Campeonato Mundial | Campeonato Mundial | Campeonato Mundial |
| Año                | Lugar              | Medalla            | Competición        |
| ------------------ | ------------------ | ------------------ | ------------------ |
| 2002               | Paulínia (Brasil)  | Medalla de plata   | Carrera            |
| Campeonato Europeo |                    |                    |                    |
| Año                | Lugar              | Medalla            | Competición        |
| 2000               | Mandeure (Francia) | Medalla de plata   | Carrera            |
| 2001               | Ginebra (Suiza)    | Medalla de oro     | Carrera            |